# Riico
Riico（りぃこ、6月26日 - ）は日本の女性ソロシンガー、愛知県出身。ex.DEEP GIRL。miuzic Entertainment所属。
ガールズユニット「りり」としても活動していた。miuzicからリリースしてるため本稿で触れる。

## 略歴
- 2013年
  - 2月-4月、本人作詞でレコーディングしたもののお蔵入りとなる[5]。

- 2014年
  - SHOWROOM × フジテレビのイベントディープガールに参加、8月28日放送回に初出演。
  - 10月、本人が作詞した「Believe magic」限定発売[注釈 2]。

- 2015年
  - 1月12日、渋谷のライブハウスで開催されたSHOWROOM x Sony Musicオーディション２次予選にてギターの弾き語りを初披露[6]。
  - ソロとしてMESELLBA[7][8]やk-station[9][10]主催ライブに出演するようになる。
  - ディープガール出演の一部メンバーにより結成されたスクリーモロックアイドルユニットDEEP GIRLとして活動開始。

- 2016年
  - 9月19日、高田馬場 四谷天窓.comfortで開催された IDOL Acoustic vol.3 に 宮森りこ from DEEP GIRL 名義で出演[11]。以降 miuzic records主催イベントにも出演するようになる。

- 2017年
  - 6月、「これから」「終わりのない物語」限定発売[注釈 3]。
  - 9月4日、DEEP GIRL解散[15][16]。
  - 9月12日、高田馬場 四谷天窓.comfortで開催された IDOL Acoustic vol.9 に出演。宮森りこ 名義として最後のステージとなった[17]。
  - 9月15日、miuzic Entertainmentへの移籍と Riico に改名することを発表[18]。
  - 10月19日、 i*chip_memory の現役メンバー 雪村りか とガールズユニットを結成、「りり」としても活動する[注釈 4]。
  - 11月27日、Riico 1st single『Innocent  Days』発売[注釈 5]。
  - 12月24日、りり 1st single『Motto Motto Motto』発売[注釈 6]。

- 2018年
  - 1月15日、りり 定期公演 開始、高田馬場 四谷天窓.comfortにて[注釈 7]。
  - 4月25日、「Innocent Days（English Ver.）」各配信サイトにてリリース[注釈 8]。
  - 5月1日、渋谷 duo MUSIC EXCHANGEにて行われた i*chip_memory ３周年記念公演 "Live Memory*2018_Spring 【the Party is CRY-MAX!!!!!!】" のハーフタイムショーにRiico、りり として出演[注釈 9]。
  - 6月26日、高田馬場 四谷天窓.comfortにて初のソロワンマンライブ "Birthday Suger Voice" 開催[注釈 10]。
  - 7月14日、Riico 2nd single『Where’s happiness』発売[注釈 11]。
- 2019年
  - 3月21日、高田馬場 四谷天窓.comfortにて初の主催対バンライブ "emotional voice" 開催[注釈 12]。
  - 4月14日、高田馬場 四谷天窓にて開催された「あらためまして、こんにちは vol.2」リョマル x 栗原ひとみ のゲストとして客演。前年末の雪村りか卒業後メンバー募集していた「りり」に元CoverGirlsの リョマル と 栗原ひとみ が加入すると発表された[注釈 13]。
  - 6月22日、高田馬場 四谷天窓.comfortにてワンマンライブ "Birthday Suger Voice 2" 開催、Riico 3rd single 『discord』デジタルリリース[注釈 14]。
  - 10月14日、高田馬場 四谷天窓.comfortにて開催の"新生りり1stワンマンライブ －もっともっと、もーーーっと！！！－" にて、Riico活動休止、りり活動終了[注釈 15]。
- 2020年
  - 3月20日 コンピレーションアルバム「miuzic Entertainment Collection vol.1」発売
  - 11月24日 Twitterにて引退のお知らせ、いままでの感謝が綴られている。[52]

## 作品
- 2014年10月 宮森りこ「Believe magic」※限定発売
- 2016年 7月 宮森りこ「これから」「終わりのない物語」※限定発売

- 2017年11月27日 Riico 1st single「Innocent Days」(品番：MIUZ-0083)
  - c/w 「ウインクの理由」
- 2017年12月24日 りり 1st single「Motto Motto Motto」(品番：MIUZ-0085)
  - c/w (Riico Ver.)(りか Ver.)(Instrumental)
- 2018年 4月25日 Riico「Innocent Days（English Ver.）」※配信限定
- 2018年 7月14日 Riico 2nd single「Where’s happiness」(品番：MIUZ-0093)
  - c/w 「エンドロール」
- 2019年 6月22日 Riico 3rd single「discord」※CD(品番：MIUZ-0105)は非売品、物販での購入特典。
- 2020年 3月20日 コンピレーションアルバム「miuzic Entertainment Collection vol.1」(品番：MIUZ-2001)
  - #05. Riico 「Innocent Days」リマスタリングバージョン
  - #12. りり(雪村りか＋Riico) 「Motto Motto Motto」リマスタリングバージョン収録

## ミュージックビデオ
- 2017年12月23日 りり 1st Sg「Motto Motto Motto」[53][24]

- 2018年 5月15日 Riico 1st Single「Innocent Days」[54][20]

- 2018年 7月27日 Riico 2nd Single「Where's Happiness?」[55][37]

## メディア出演・掲載

### テレビ
- ディープガール（2014年8月28日26:45〜放送回 から9月18日放送最終回まで、フジテレビ）
- DEEP GIRL LIVE VOL.1 （2015年9月30日 25:50〜26:10、フジテレビ）
- ミューサタ（2017年7月9日、フジテレビ）
- 先輩、ロザリオクロスと申します。（2017年10月、厚木伊勢原ケーブルネットワーク）[56][57]

### ラジオ
- i Meet Up!（2016年3月6日、FM NACK5)
- DJ Tomoaki's Radio Show! （2016年3月17日、4月7日、下北FM)

### 新聞
- 日経MJ (2016年2月17日 1面)[58]。

## 受賞
- SHOWROOM AWARD 2014 ハート部門 1位[59][60]。
- SHOWROOM AWARD 2015 ミュージック部門AWARD受賞[61]。[注釈 16]